# János Forgách
János Forgách, född 24 oktober 1870 i Gács, död 25 september 1935 i Budapest, var en ungersk greve och diplomat. Han var son till Antal Forgách.
Forgách var 1907–11 österrikisk-ungersk minister i Belgrad och blev därunder vid den så kallade Friedjungsprocessen svårt komprometterad såsom sannolikt medveten om en del dokumentsförfalskningar i politiskt syfte av underordnade tjänstemän vid legationen. Han var 1911–12 envoyé i Dresden och 1914–17 sektionschef i österrikisk-ungerska utrikesministeriet. På denna post tillhörde Forgách greve Leopold von Berchtolds förtrognaste och mot Serbien hätskaste medhjälpare under förberedelserna till Österrikes ultimatum till Serbien i juli 1914.